# Amparo Barayón
Amparo Barayón Miguel (Zamora, 8 de mayo de 1904-Zamora, 11 de octubre de 1936) fue una pianista y activista anarquista, republicana y feminista española.  Fue fusilada por los sublevados en los primeros meses de la guerra civil española.

## Biografía
Amparo Barayón creció en el seno de una familia de clase media con una arraigada tradición política y progresista. Sus padres fueron Antonio Barayón Azcona e Isabel Miguel Vaquero. Cursó estudios avanzados de piano y comenzó a dar clases particulares. Trabajó también en el Café Iberia —que había fundado su padre y, a su muerte, regentaba su hermano—, lugar de encuentro de artistas e intelectuales de la capital zamorana. Como pianista dio varios recitales en 1922 en el Nuevo Teatro de Zamora y en 1927 en Unión Radio de Salamanca. Formó parte de la comisión organizadora de la Asociación Musical de Zamora (1922) con José Arregui y Dámaso, además de ser cofundadora de la Sociedad Filarmónica (1930). Colaboró en la revista Juventud, que dejaría de publicarse en 1923. Participó junto a César Fernández Díaz en la comisión que promovió la creación del Ateneo de Zamora. En esta época dio recitales de piano con el violinista zamorano Antonio Arias Gago. También escribió  artículos y críticas teatrales para El Mercantil y el Heraldo de Zamora (firmando como Miguelina Ascona).

### Amparo Barayón en Madrid
Se presentó y aprobó las oposiciones en Telefónica trabajando como comercial de ventas en Zamora. El trabajo en Telefónica le permitió trasladarse a trabajar y vivir en Madrid (1930). A partir de ese momento su participación sindical fue creciente, se afilió a la CNT y perdió su empleo por participar en la Huelga de la Telefónica de 1931. Para sobrevivir hacía trabajos de mecanógrafa e impartía clases de piano. Posteriormente trabajó en el Ministerio de Agricultura, como mecanógrafa-calculadora.
En Madrid acudía a los conciertos y conferencias del Ateneo, y asistía a tertulias literarias de los cafés,  en una de ellas conoció al que sería su marido, Ramón J. Sender (aunque otras fuentes sitúan el encuentro mientras trabajaba, militando ambos en organizaciones anarquistas). Se casaron en una ceremonia civil, y Amparo daría a luz, sucesivamente, a Ramón, nacido en 1934, y a Andrea, en 1936. Durante su convivencia, Sender ya se había convertido en un periodista y novelista de prestigio, alcanzando su consagración con el Premio Nacional de Literatura de 1935 por Míster Witt en el cantón.
El golpe de Estado contra la República les sorprendió en San Rafael (Segovia) en la Sierra de Guadarrama, con los dos hijos y la niñera; decidieron que, por su seguridad, Amparo con su hijo y su hija se trasladara a Zamora. Ramón Sender se trasladó a Madrid y se incorporó a las fuerzas defensoras de la República.

### Detención y asesinato
Cuando llegó a Zamora, Amparo conoció la noticia de la detención de sus hermanos que habían sido conducidos a la cárcel de Toro. En aquellos días trató de conseguir un pasaporte para irse a Portugal y poder reunirse con su marido e intentó comunicarse por teléfono con él. Todo ello despertó al parecer las sospechas de los golpistas que la detuvieron el día 3 de agosto, poniéndola en libertad al día siguiente. Semanas más tarde, mientras hacía unas gestiones en el Gobierno Civil, increpó al gobernador Raimundo Hernández Comes como responsable del traslado de su hermano Antonio de la cárcel de Toro a la de Zamora con órdenes de ejecución extrajudicial. Tras ese episodio fue detenida ese mismo día (28 de agosto) y encarcelada junto con su hija Andrea en la prisión de Zamora el 29 de agosto de 1936.
La vida en la prisión de Zamora ha sido narrada por Pilar Fidalgo Carasa, compañera de prisión, en el libro Una joven madre en las prisiones de Franco. Tras la denuncia no recibió visitas ni atenciones en prisión  por parte de su familia. Culpó al esposo de su hermana Casimira, Miguel Sevilla Cabrero, sastre de eclesiásticos y militante tradicionalista que había sido candidato de la derecha católica en las elecciones municipales de 1931 (en las que no resultó elegido, a diferencia de Saturnino Barayón, hermano de Amparo), y que se convirtió en el cabeza de la familia Barayón tras el encarcelamiento y posteriores asesinatos de Saturnino y Antonio.
El 10 de octubre de 1936 la pequeña Andrea Sender Barayón fue separada de su madre y trasladada al hospicio. En sus últimas horas en la cárcel de Zamora antes de ser fusilada en las tapias del cementerio de la ciudad, Amparo escribió,  en una carta de despedida a su marido: 

No perdones a mis asesinos que me han robado a Andreína, ni a Miguel Sevilla que es culpable de haberme denunciado. No lo siento por mí, porque muero por ti. Pero ¿qué será de los niños? Ahora son tuyos. Siempre te querré.
Amparo Barayón

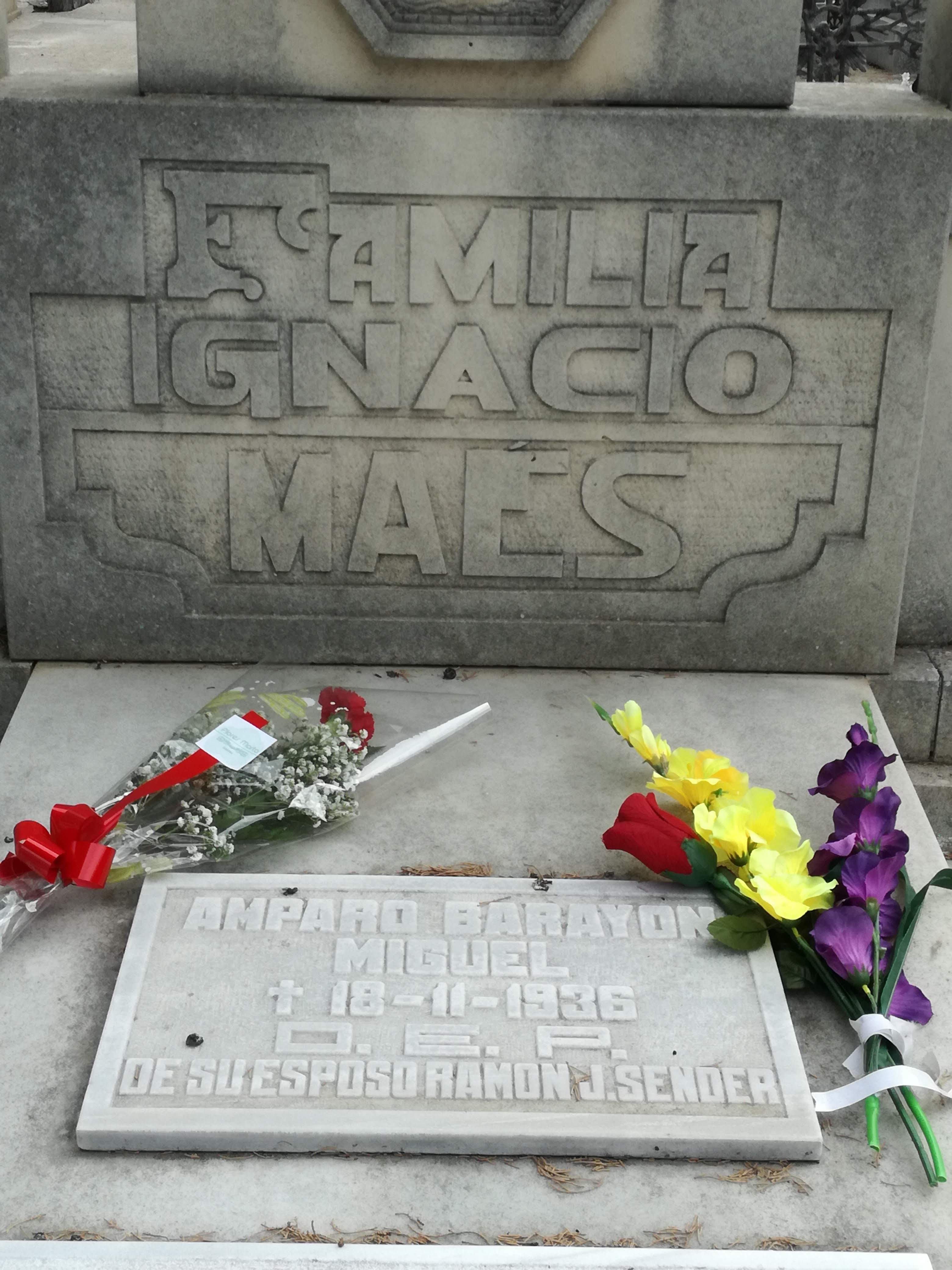

Al día siguiente, 11 de octubre de 1936, Amparo fue entregada a un grupo de falangistas dirigidos por Martín Mariscal, y asesinada a los 32 años de edad en el cementerio de Zamora junto con otras dos mujeres, Juliana Luis García y Antonia Blanco Luis, vecinas de Zamora. Asimismo, los hermanos de Amparo habían sido ya asesinados, Antonio el 28 de agosto y Saturnino el 18 de septiembre de 1936. Los tres hermanos Barayón fueron sometidos, tras su asesinato, a expedientes incoados por la Comisión Provincial de Incautación de Bienes, que pasaron a la jurisdicción de Responsabilidades Políticas. Como prueba de la importancia que los golpistas le atribuían, Amparo fue incluida en el expediente número 1 de la provincia. Las autoridades justificaron su muerte, informando en 1937 que Amparo estaba “conceptuada como espía”.
Los niños Ramón y Andrea, hijos de Amparo y Ramón, que habían quedado en zona franquista fueron recuperados por su padre con la colaboración de la Cruz Roja Internacional en la primavera de 1938.

## Amparo Barayón en las novelas de Ramón J. Sender
- En Los cinco libros de Ariadna (1957), Ramón J. Sender narra la niñez de Amparo.
- Siete domingos rojos (1932), se centra en el periodo de activismo anarquista en Madrid, e incluye una carta de amor a su esposa.

## Amparo Barayón y su hijo Ramón Sender Barayón
- El hijo de Amparo Barayón, Ramón Sender Barayón, publicó, en memoria de su madre, A death in Zamora, Alburquerque, University of New Mexico Press, 1989;[9] que fue traducido al español: Muerte en Zamora, Barcelona, Plaza & Janés, 1990; y conoció también una traducción alemana: Ein Tod in Zamora, Munich, Kirchheim, 2000.
- El interés por la vida de Amparo Barayón se puso de manifiesto con la publicación el 31 de octubre de 2017 de una nueva edición del libro Muerte en Zamora, de Ramón Sender Barayón, editado por Postmetropolis Editorial, prologado por Paul Preston y textos de Helen Graham y Francisco Espinosa Maestre. Edición y traducción de Mercedes Esteban-Maes Kemp.[10]
- En 2018 el cineasta Luis Olano realizó una película sobre la vida de Ramón Sender Barayón, titulada Sender Barayón. Viaje hacia La Luz.[11][12]

## Reconocimientos
La figura de Amparo Barayón ha sido estudiada y ubicada en la historia como mujer profesional e independiente que participó plenamente de la vida cultural, social y política. Actualmente ha sido reconocida en:
- Teatro, con la obra Solo son mujeres de Carmen Domingo dirigido por Carme Portaceli.[13]
- Cine, la película Sender Barayón. Viaje hacia La Luz del realizador Luis Olano.
- Música, grupo musical Trío Amparo Barayón, formado por la pianista Elisa Rapado, el clarinetista Javier Blanco y el viola Mario Carpintero.[14]
- Nombre a una calle en su ciudad natal, Zamora, en el barrio de  Pinilla, Hermanos Barayón.[15]